# Miosengi butleri
Miosengi butleri è un mammifero estinto, appartenente ai macroscelidi. Visse nel Miocene inferiore (circa 20 - 18 milioni di anni fa) e i suoi resti fossili sono stati ritrovati in Africa.

## Descrizione
I resti frammentari di questo animale non permettono una ricostruzione dettagliata, ma dal raffronto con le forme attuali di macroscelidi si suppone che fosse simile, sia come aspetto che come dimensioni, agli odierni Nasilio ed Elephantulus. 
Miosengi differiva dagli altri macroscelidi per l'altezza della corona dentaria, relativamente più bassa, e per la parete posteriore del talonide del secondo molare inferiore, inclinata anteriormente e arrotondata posteriormente. Miosengi inoltre differiva da Palaeothentoides ed era invece simile ad altri macroscelidi di dimensioni più piccole; si differenziava da Macroscelides, Petrodromus e alcune specie di Elephantulus nella presenza di un terzo molare inferiore, e rispetto a Macroscelides possedeva molari più larghi che lunghi e con una corona più bassa. Miosengi, inoltre, differiva da Pronasilio per avere un secondo molare inferiore leggermente più lungo ma con corona più bassa e privo di cingolo anterobuccale; l'osso dentale, inoltre, era più gracile. Miosengi infine, al contrario di Petrodromus, Paleothentoides ed Elephantulus, manteneva un ipoconulide ben sviluppato, come in Macroscelides e Pronasilio.

## Classificazione
Miosengi è un rappresentante arcaico della famiglia dei Macroscelididae, comprendente alcuni generi attuali come Macroscelides, Elephantulus e Nasilio. Miosengi butleri venne descritto per la prima volta nel 2009, sulla base di resti fossili ritrovati in Kenya, nella formazione Lothidok (membro di Kalodirr) in terreni risalenti al Miocene inferiore. 